# Ceranesi
Ceranesi (ligurisch Çeranexi o Çeànexi) ist eine italienische Gemeinde in der Metropolitanstadt Genua mit 3588 Einwohnern (Stand 31. Dezember 2023).

## Geographie

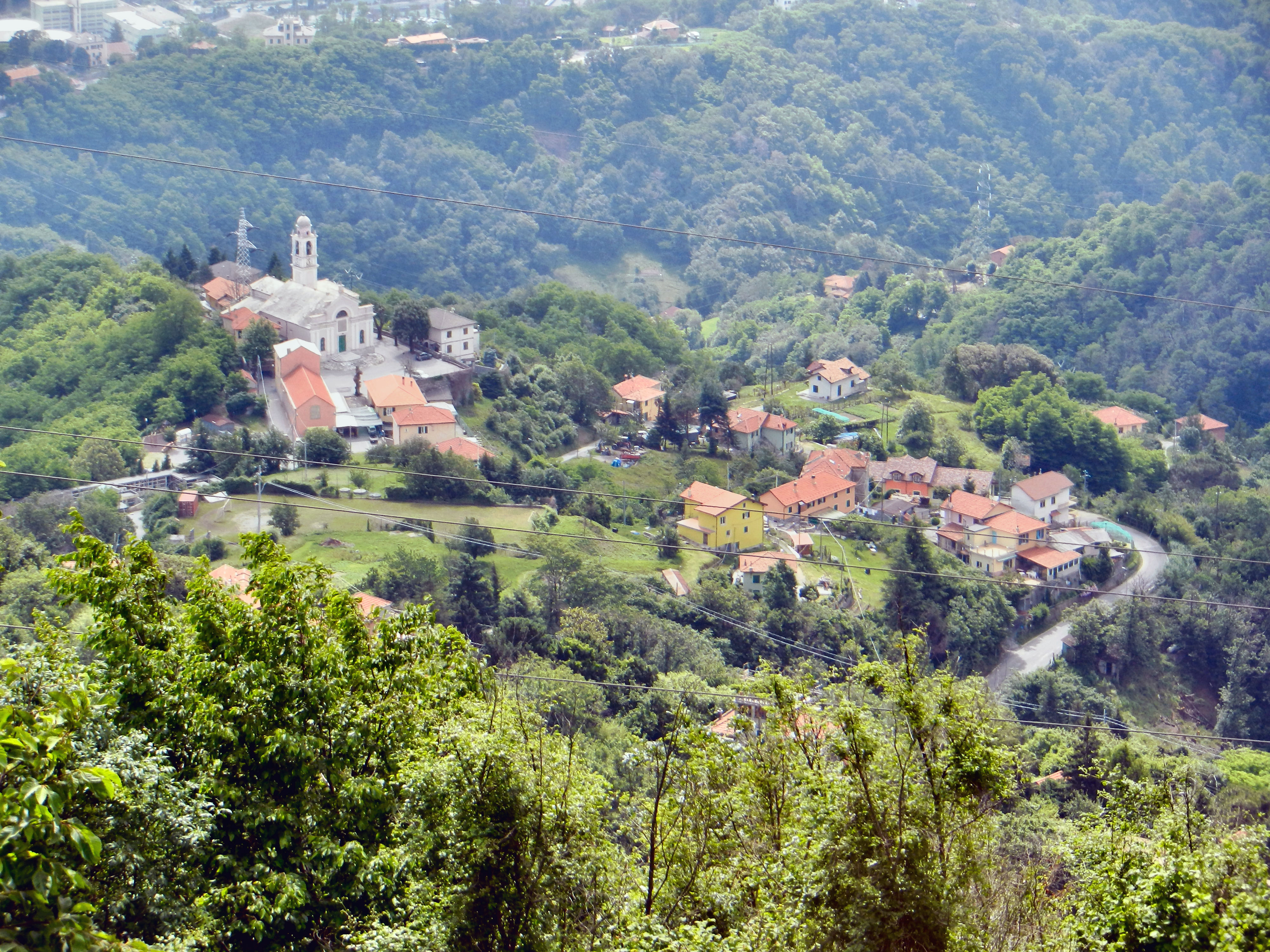
Ceranesi / Provinz Genua

Die Gemeinde liegt im oberen Val Polcevera und bildet einen Teil der Comunità Montana Alta Val Polcevera, dessen Verwaltungssitz sich in Ceranesi befindet.
Die bedeutendsten Berggipfel auf dem Territorium der Gemeinde sind der Monte Foscalio (988 Meter), der Monte Seiéu (958 Meter), der Monte Orditano (939 Meter) und der Monte Figogna (804 Meter) auf dessen höchstem Punkt das Santuario di Nostra Signora della Guardia liegt. Ceranesi ist mit dem genuesischen Stadtteil Pegli über den in 568 Meter Höhe gelegenen Pass Lencisa verbunden.
Der größte Wasserlauf der Gemeinde ist der Bach Verde mit Nebenläufen San Martino, Torbi, Burba, Molinassi und Lischeo. Auf den Piani di Praglia (Pragliaebenen) befinden sich südlich des Apenninbergzuges die künstlich angelegten Seen von Gorzente. Diese wurden im Zeitraum zwischen 1880 und 1926 in der Region errichtet.